# هنريك سواريز دا كوستا
هنريك سواريز دا كوستا (بالبرتغالية: Henrique Soares da Costa) (و. 1963  م) هو كاهن كاثوليكي برازيلي، ولد في بينيدو.

## مناصب
تولى منصب أسقف كاثوليكي (منذ 19 يونيو 2009)
- مطران  [لغات أخرى]‏
- أسقف مساعد  [لغات أخرى]‏[3]
- أسقف عنواني  [لغات أخرى]‏

## التعليم
تعلم في الجامعة الغريغورية الحبرية